# فهرست کشورها بر پایه صادرات آلومینیوم
در زیر فهرستی از کشورها بر پایه صادرات آلومینیوم آمده‌است. این داده‌ها در سال ۲۰۱۲ و ۲۰۱۶ برمبنای میلیون دلار آمریکا مرتب شده‌است و از سوی رصدخانه پیچیدگی اقتصادی منتشر شده‌اند.
در زیر ۱۰ کشور برتر فهرست شده‌اند.
| ردیف | کشور              | مقدار در ۲۰۱۲ | مقدار در ۲۰۱۶ |
| ---- | ----------------- | ------------- | ------------- |
| ۱    | روسیه             | ۶٬۶۳۸         | ۶٬۰۷۷         |
| ۲    | کانادا            | ۵٬۵۷۰         | ۵٬۱۹۱         |
| ۳    | امارات متحدهٔ عربی | ۳٬۵۳۰         | ۴٬۴۶۷         |
| ۴    | نروژ              | ۲٬۹۸۰         | ۲٬۵۸۵         |
| ۵    | استرالیا          | ۳٬۶۲۷         | ۲٬۳۸۳         |
| ۶    | هلند              | ۲٬۳۶۵         | ۲٬۰۹۰         |
| ۷    | هند               | ۷۰۴           | ۱٬۵۵۹         |
| ۸    | مالزی             | ۵۹۲           | ۱٬۳۶۶         |
| ۹    | ایسلند            | ۱٬۸۴۲         | ۱٬۳۴۱         |
| ۱۰   | قطر               | ۱٬۱۷۴         | ۱٬۱۲۸         |

## همچنین ببینید
- فهرست کشورها بر پایه تولید آلومینیوم